# Marlo Peralta
Marlo Mendoza Peralta (ur. 13 lipca 1950 w San Carlos) – filipiński duchowny katolicki, arcybiskup Nueva Segovia od 2013.

## Życiorys

### Prezbiterat
Święcenia kapłańskie otrzymał 31 marca 1975 i został inkardynowany do diecezji Urdaneta. Był m.in. członkiem kurialnych komisji do spraw laikatu oraz rodziny, proboszczem parafii katedralnej, administratorem diecezji, jej wikariuszem generalnym oraz proboszczem w Binalonan.

### Episkopat
14 stycznia 2006 został mianowany biskupem koadiutorem diecezji Alaminos. Sakry biskupiej udzielił mu 31 marca 2006 ówczesny arcybiskup Cebu - kardynał Ricardo Vidal. Rządy w diecezji objął 1 lipca 2007 po przejściu na emeryturę poprzednika.
30 grudnia 2013 został papież Franciszek minował go arcybiskupem metropolitą Nueva Segovia.